# Get Right
Get Right (Uspořádat) je pilotní píseň z pátého alba nazvaného Rebirth zpěvačky Jennifer López. López se tímto songem vrátila zpět mezi hudební elitu v americké hitparádě se opět probojovala od Top 20. V mnoha zemích se tato píseň probojovala až na vrchol tamějších hitparád.

## Informace o písni
Píseň napsal Rich Harrison, který ji i produkoval společně s Cory Rooney. Píseň je napsána po vzoru písně z roku 1988 Soul Power 74, kterou zpívá James Brown.
Tento song přitahoval i mnoho pozornosti. Tou hlavní byl fakt, že se píseň původně neměla nazývat Get Right ale Ride a měla se objevit na albu Confessions amerického zpěváka Ushera. Po domluvě se rozhodlo, že Ride, kterou zpívá Usher se nikdy nedostane na veřejnost opak byl pravdou koncem roku 2005 se dostala tato verze na internet, čímž se vyvolala bouřlivá diskuse mezi fanoušky. Usher se vyjádřil, negativně ke kopírování písní, Jennifer López svůj názor nezveřejnila.
Harrison pak také čelil mnoha obviněním, že text i melodie jsou často podobné již vydaným písním. Nejvíce Get Right připomíná píseň 1 Thing zpěvačky Amerie.

## Videoklip
Videoklip režíroval Francis Lawrence a ukazuje různé činnosti Jennifer López. Je prezentována v nočním podniku jako DJ dále jako GoGo tanečnice, barmanka, plaché děvče, superstar a další osobnosti, které navštěvují kluby.
Konec písně zpívá ve videoklipu dcera Marca Anthonyho, Arianna. Ta zpívá po celou dobu písně ve videoklipu a hraje v něm i dceru DJ, která zrovna hraje.
Remixový videoklip, ve kterém zpívá společně s Fabolousem se odehrává převážnou část na tanečním parketu, kde López tančí za pomocí speciální hůlky.

## Umístění ve světě
| Hitparáda (2005) | Umístění |
| ---------------- | -------- |
| USA              | 12       |
| Austrálie        | 3        |
| Rakousko         | 11       |
| Belgie           | 3        |
| Kanada           | 3        |
| Dánsko           | 3        |
| Nizozemsko       | 2        |
| Evropa           | 1        |
| Francie          | 2        |
| Finsko           | 4        |
| Německo          | 7        |
| Řecko            | 4        |
| Maďarsko         | 3        |
| Irsko            | 1        |
| Itálie           | 1        |
| Mexiko           | 1        |
| Nový Zéland      | 2        |
| Norsko           | 7        |
| Peru             | 1        |
| Portugalsko      | 1        |
| Španělsko        | 3        |
| Švédsko          | 11       |
| Švýcarsko        | 3        |
| Velká Británie   | 1        |
| Svět             | 1        |

| Prodejnost | Počet     |
| ---------- | --------- |
| Celkem     | 1,800,000 |

## Úryvek textu
I'm about to sign you up, we can get right
Before the night is up, we can get
get riiiiiiiight get riiiiiiight, we can get right
I'm about to fill your cup, we can get right
Before the night is up, we can get riiiiiiight toniiiiiiight,
we can get right
Do you want more?